# Lijst van ministers van Financiën van Sint Maarten
De minister van Financiën van Sint Maarten is lid van de ministerraad van Sint Maarten. Het ambt bestaat sinds 10 oktober 2010 toen het eilandgebied Sint Maarten, na de opheffing van de Nederlandse Antillen, een land werd binnen het Koninkrijk der Nederlanden.
| Naam              | Kabinet             | Periode                                             | Partij | Bijzonderheden |
| ----------------- | ------------------- | --------------------------------------------------- | ------ | -------------- |
| Hiroshi Shigemoto | Wescot-Williams I   | 10-10-2010 t/m 21-05-2012                           | UP     |                |
| Roland Tuitt      | Wescot-Williams II  | 21-05-2012 t/m 14-06-2013                           | NA     |                |
| Martinus Hassink  | Wescot-Williams III | 14-06-2013 t/m 19-12-2014                           |        |                |
| Martinus Hassink  | Gumbs               | 19-12-2014 t/m 19-11-2015                           |        |                |
| Richard Gibson    | Marlin I Marlin II  | 19-11-2015 t/m 20-12-2016 20-12-2016 t/m 15-01-2018 | NA     |                |
| Michael Ferrier   | Marlin-Romeo I      | 15-01-2018 t/m 25-06-2018                           |        |                |
| Perry Geerlings   | Marlin-Romeo II     | 25-06-2018 t/m 19-11-2019                           | UD     |                |
| Ardwell Irion     | Jacobs I Jacobs II  | 19-11-2019 – heden                                  | NA     |                |